# Руско-турска война (1735 – 1739)
Руско-турската война (1735 – 1739) е война между Русия и Османската империя, причинена от засилващи се противоречия относно резултатите от войната за полското наследство и безкрайните нападения на кримските татари. Войната също представя продължаващата битка на Русия за свободен достъп до Черно море.
Историографски войната се разглежда като част от общия австро-руско-османски конфликт на фона на австро-турската война, и след като Свещената Римска империя търпи поражения на Балканите – Русия се вижда принудена сама де се откаже от плановете си за промяна на неизгодното за нея статукво от предходната Прутска война.
Войната е обявена от Руската на Османската империя. Като непосредствен повод за войната служи преминаването през руска територия на войската на кримския хан в поход към Персия на помощ на османския си суверен в поредната персийско-османска война (1730-1736). Русия цели и да присъедини Кабарда. Руските посланици в Константинопол Неплюев и Вешняков възторжено съветват Петербург възможно най-скорошно да обявява война и да се възползва от смутовете в османската столица след възкачването на престола на Махмуд I. Неплюев е отзован, но походът на османския васал и кримски хан през руска територия послужва за casus belli. 

## Ход на бойните действия
Руската армия е организирана в два корпуса – насочени към Крим (основен) и Азов – в претекст защита на руската територия от нападенията на кримските татари в Украйна в края на 1735 г. и в насока срещу военната кампания на кримския хан в Кавказ. През 1736 г. руските командири са натоварени с мисия да завладеят Азов и Крим.
През 1735 г. в навечерието на войната руснаците сключват мир с Персия, връщайки цялата територия, завладяна през руско-персийската война.
На 20 май 1736 г. руската днепърска армия (62 000 души) под командването на фелдмаршал Бурхард Кристоф фон Миних завладява с щурм османските укрепления при Перекоп и окупира Бахчисарай на 17 юни. Обаче, липсата на запаси заедно с избухването на епидемия накарва Миних да отстъпи към Украйна. На 19 юни руската донска армия (28 000 души) под командването на генерал Пьотр Ласи с подкрепата на донската флотилия, която е под командването на вицеадмирал Пьотр Бредал, завземат Азовската крепост. През юли 1737 г. армията на Миних завзема с щурм крепостта Очаков. Армията на Ласи (вече 40 000) марширува към Крим същия месец, нанасяйки няколко загуби на армията на кримския хан и завземайки Карабусар. Все пак Ласи и армията му отстъпват поради липса на запаси.
През юли 1737 г. Свещената Римска империя влиза във войната срещу Османската империя, но е победена на няколко пъти. През август Русия, Австрия и Османската империя започват преговори в Немиров, които се оказват безплодни. През 1739 г. няма значими военни операции. Руската армия напуска Очаков и Кинбурн поради епидемия от чума.

## Финалния акорд на войната
През 1739 г. армията на Миних прекосява Днепър, побеждавайки турците в битка при Ставучани, окупирайки крепостта Хотин (19 август) и Яш. Все пак Австрия е победена от турците още веднъж и подписва сепаративния Белградски мирен договор с Османската империя на 21 август.  Това заедно с непосредствената заплаха от шведска инвазия кара Русия да сключи договора от Ниш на 18 септември с Османската империя, който слага край на войната. De jure Нишкият договор е анекс към Белградския, поради което и войната се води историографически като Австро-руско-турска, т.е. между Русия и Австрия от една страна и Османската империя – от друга.

## Последствия
Резултатите от войната са благоприятни за османците, които си връщат Белград и Олтения. Черно море остава вътрешноосманско, а Кримското ханство продължава до последващата руско-турска война (1768 – 1774) да бъде дразнител за Руската империя и същевременно пречка за разширението ѝ към Балканите и Кавказ със свободен излаз на Черно море.